# 遅子建
遲 子建（ち しけん、1964年2月27日 - ）は、中華人民共和国の小説家。代表作に小説『アルグン川の右岸』。中国作家協会会員。政府から中国国家一級作家に認定されている。中国作協第六回、第七回全委会委員。現在は黒竜江省作家協会主席。

## 略歴
1964年、黒竜江省黒河専区呼瑪県北極村に生まれた。名前は魏の曹植の字「子建」に由来する。
1983年に執筆活動を開始した。
1984年に大興安嶺師範学校卒業。西北大学で中国文学を学んだあと、北京師範大学と魯迅文学院に進学。
1990年に卒業した後、黒龍江省作家協会に配属される。同年に中国作家協会に加入し会員となった。
2008年、『アルグン川の右岸』が第七回茅盾文学賞を受賞。

## 日本語訳
- 『満洲国物語』孫秀萍訳、河出書房新社、2003年
- 『今夜の食事をお作りします』竹内良雄・土屋肇枝訳、勉誠出版、2012年
  - 収録:「ラードの壺」「七十年代の春夏秋冬」「今夜の食事をお作りします」「プーチラン停車場の十二月八日」「ドアの向こうの清掃員」「ねえ、雪見に来ない」「原風景」
- 『アルグン川の右岸』竹内良雄・土屋肇枝訳、白水社〈エクス・リブリス〉2014年

## 作品

### 長篇小説
- 『茫茫前程』、上海文芸出版社、1991年
- 『晨鐘響徹黄昏』、江蘇文芸出版社、1997 年
- 『熱鳥』、明天出版社、1998年
- 『偽滿洲国』満洲国物語、作家出版社、2000年
- 『樹下』、北岳文芸出版社、2001年
- 『越過雲層的晴朗』、上海文芸出版社、2003年
- 『額爾古納河右岸』アルグン川の右岸、北京十月文芸出版社、2005年12月
- 『白雪烏鴉』、人民文学出版社、2010年8月1日
- 『群山之巓』、人民文学出版社、2015年1月8日

### 中篇小説
- 『北極村童話』、『人民文学』、1986年2月
- 『初春大遷徙』、『中国』、1986年9月
- 『没有夏天了』、『鐘山』、1988年4月
- 『海市』、『東北作家』、1988年3月
- 『左面是籬笆、右面是玫瑰』、『中外文学』、1988年5月
- 『奇寒』、『小説家』、1989年3月
- 『小酒店初戀』、『莽原』、1989年3月
- 『遙度相思』、『收獲』、1989年4月
- 『院士風景』、『人民文学』、1990年1月
- 『懷想時節』、『鐘山』、1990年4月
- 『爐火依然』、『收獲』、1990年5月
- 『麦穗』、『青年文学』、1990年6月
- 『舊時代的磨房』、『小説家』、1991年4月
- 『秧歌』、『收獲』、1992年1月
- 『無邊水色』、『漓江』、 1993年1月
- 『東窗』、『芙蓉』、1993年2月
- 『香坊』、『鐘山』、1993年3月
- 『格局』、『鴨綠』、1993年3月
- 『向着白夜旅行』、『收穫』、1994年1月
- 『音楽与画冊裏的生活』、『花城』、1994年3月
- 『楊鐵鋪叮当響』、『青年文学』、1994年5月
- 『岸上的美奴』、『鐘山』、1995年2月
- 『原野上的羊群』、『大家』、1995年2月
- 『白銀那』、『大家』、1996年3月
- 『日落碗窯』、『中国作家』、1996年3月
- 『逆行精霊』、『鐘山』、1997年3月
- 『九朶蝴蝶花』、『大家』 1997年6月
- 『觀彗記』、『花城』、1998年1月
- 『青草如歌的正午』、『十月』、1999年2月
- 『五丈寺廟会』、『收获』、2000年3月
- 『鴨如花』、『人民文学』、2001年2月
- 『瘋人院的小磨盤』、『大家』、2001年4月
- 『芳草在沼沢中』、『鐘山』、2002年1月
- 『酒鬼的魚鷹』、『天涯』、2002年5月
- 『零作坊』、『北京文学』、2003年7月
- 『相約怡瀟閣』、『小説月報』、2003年5月
- 『踏着月光的行板』、『收獲』、2003年6月
- 『世界上所有的夜晩』、『鐘山』、2005年3月
- 『西街魂兒』、『收獲』、2006年4月
- 『第三地晩餐』今夜の食事をお作りします、『小説月報』、2006年5月
- 『起舞』、『收獲』、2007年6月
- 『布基蘭小站的臘八夜』プーチラン停車場の十二月八日、『小説月報』、2008年9月
- 『鬼魅丹青』、『收獲』、2009年4月
- 『泥霞池』、『北京文学』、2010年6月
- 『黄雞白酒』、『收獲』、2011年
- 『別雅山谷的父子』、『收獲』、2012年
- 『晩安玫瑰』、『人民文学』、2013年3月

## 受賞
『霧月牛欄』、第一回魯迅文学賞。
『清水洗塵』、第二回魯迅文学賞。
『世界上所有的夜晩』、第四回魯迅文学賞。
『アルグン川の右岸』、第七回茅盾文学賞。
『群山之巓』、百花文学賞中篇小説賞。

## 映画化
- 额尔古纳河右岸 (2009年) - 「アルグン川の右岸」の映画化。

## 家族
母親：李曉栄、1950年代漠河郷広播站の広播員。
父親：遅沢風、黒竜江省塔河県永安小学学長。
夫：黄世君、元塔河県委書記。